# Sebastian Voltmer
Sebastian Voltmer (* 1. Dezember 1981) ist ein deutscher Filmemacher, Komponist und international ausgezeichneter Astrofotograf.

## Leben
Sebastian Voltmer ist der Sohn des Fernsehjournalisten Manfred Voltmer (1942–2022) und der Sängerin und Musikerin Ulrike Voltmer. Sein Großvater war der Zeitungsjournalist Erich Voltmer. Beide Großeltern mütterlicherseits waren die Pianisten Resi Schmitt-Gramsch (1930–1965) und Kurt Schmitt (1924–1992), der eine Professur für Klavier an der Musikhochschule des Saarlandes innehatte und als Klavierduo mit seinem Zwillingsbruder Hans auftrat (Hans und Kurt Schmitt).
Voltmer studierte ab 2000 an der Kunsthochschule Kassel und 2003 mit Stipendium an der Kingston University in London. Er forschte in seiner Dissertation Fotografie als wissenschaftliches Argument an der Universität für angewandte Kunst Wien an der Schnittstelle zwischen Medientheorie und Astronomie.
Neben seinem künstlerischen Schaffen setzt sich Voltmer als DarkSky-Aktivist für einen natürlichen Nachthimmel ein und macht in den Medien auf die immer größer werdende Lichtverschmutzung aufmerksam. Darüber hinaus engagiert er sich für die Förderung junger Talente, so zum Beispiel den 13-jährigen Peter Lauras Theiss bei der Veröffentlichung von dessen Buch Fly me to the Moon - Die Weltraum-Schaukel.
Voltmer ist Ideengeber des Weltraum-Ateliers, ein barrierefreies Museum für Astronomie und Raumfahrt im Sankt Wendeler Sternenland.

## Wirken

### Fotografisches Schaffen
Voltmer feilte im Rahmen seiner „Jugend forscht“-Arbeit bestimmte Entwicklungs- und Verarbeitungstechniken für schwarz-weiß und Farbfilme immer weiter aus. In seinem Studium an der Kunsthochschule Kassel publizierte er im Kunstband Kunst und Fotografie – Floris Neusüss und die Kasseler Schule für Experimentelle Fotografie 1972–2002 eine Arbeit.
Im Bereich der Astrofotografie hat er spezifische HDR- und Schärfungs-Algorithmen entwickelt sowie Photoshop-Aktionen „Real-Stars“. 2022 gelang ihm die Aufnahme der ISS mit 2 Astronauten beim Spacewalk. Zusammen mit Dana Patchick, Marcel Drechsler und Xavier Strottner gelang es Voltmer erste Aufnahmen des neu entdeckten „Deadhead“ Nebels zu fertigen.
Seine astrofotografischen Aufnahmen sind im Katalog Das Erbe des Augenblicks zu sehen.

### Film
Mit 17 Jahren drehte Voltmer seinen ersten Kurzfilm Das Gesicht des Mondes, der auf einer Openair-Veranstaltung zur 1000-Jahr-Feier der Stadt Saarbrücken präsentiert wurde. Im Alter von 19 Jahren produzierte er zwei Filme für den Bayerischen Rundfunk. Sein Film Das Gesicht des Himmels wurde zwischen 2002 und 2004 in der „Space-Night“ des Bayerischen Rundfunks bekannt. Es folgten mehrere kürzere Video-Performance-Produktionen, unter anderem für die Documenta in Kassel und Reportagen für das Fernsehen. Zum Internationalen Jahr der Astronomie 2009 veröffentlichte er seinen Abschlussfilm Wiederkehr des Mars, der in Planetarien und Europäischen Kinos gezeigt wurde. Sein erster abendfüllender Kinofilm war DESNA – die Musik rettete mein Leben (2014). Dieser lief unter anderem beim Max-Ophüls Preis-Festival im Cine-Star Saarbrücken und wurde als TV-Feature mehrmals ausgestrahlt. Darauf folgte der barrierefreie mehrsprachige Langfilm JOMI – lautlos, aber nicht sprachlos (2018), der ebenfalls als Kurzversion im Fernsehen gezeigt wurde.

### Tätigkeit als Musik-Produzent
Voltmer produziert Soundtracks in Mehrkanalton (5.1) für Dokumentar-, Spiel- und Zeitrafferfilme. Seine ersten beiden Alben sind 2004 und 2007 im LichtenSTERN-Verlag erschienen.

### Wirken als Juror
Als Juror war und ist Voltmer für internationale Film- und Fotowettbewerbe tätig. Hervorzuheben sind zum Beispiel der Jugendfilm-Wettbewerb „Créajeune 2012“, der der Mond-Fotowettbewerb der chilenischen Organisation „Comunidad Astronómica Aficionada Chilena“ im Jahr 2020 zur internationalen Beobachtungsnacht des Mondes, initiiert durch die NASA,„Astronomy for Education“ (OAE) der „Internationalen Astronomischen Union“ (IAU) im Jahr 2021 und Astrophotography contest 2023.

## Kompositionen
- 2004: Titelmelodie für die Sendung SuperNova (Okto/Wien)
- 2009: 5.1 Soundtrack für den Kinofilm Wiederkehr des Mars
- 2014: Vertonung des Kinofilms DESNA – die Musik rettete mein Leben
- 2018: Titelmelodie und Vertonung des Langfilms „JOMI – lautlos, aber nicht sprachlos“[30]
- 2021: Der Titel Cosmic Kiss ist für die Mission Cosmic Kiss der DLR zur ISS entstanden[31][32]

## Auszeichnungen/Preise
- 1999: Filmpreis für besondere Vertonung beim "Landshuter Offenen Wettbewerb für Filmemacher unter 24 Jahre" für den Film Das Gesicht des Mondes[33]
- 2000: Landessieger und Bundespreisträger bei Jugend Forscht mit der Arbeit Astrofotografie als Methode zur Kometenentdeckung[34]
- 2009: Examensarbeit Wiederkehr des Mars bewertet "mit Auszeichnung" durch die Kunsthochschule Kassel[35].
- 2011/2012: Vier Filmpreise für die Doku Wiederkehr des Mars: „official best of fest“, Seattle, 2/2011; zwei Awards beim „Sky Fest V“, 7/2011; Award (Best Narrator) beim „Los Angeles International Underground Film Festival“, 1/2012
- 2014: Photo Contests Wex Photography Awards 2014[36]
- 2015: Astrofotograf des Jahres[37]
- 2015: 1st prize Power of Nature Winner Windland Smith Rice International Awards for a full sky aurora over Norway
- 2020: Totale Sonnenfinsternis The Best Space Photos Of 2020[38]

## Filmografie

### Autor
- 1999: Das Gesicht des Mondes, ausgezeichnet mit dem "Filmpreis für eine besondere Vertonung"
- 2000: Das Gesicht des Himmels, Internationale Filmmesse in Cannes[39]
- 2001: Sternschnuppen über China - Leoniden 2001, Bayerischer Rundfunk[40]
- 2002: Piktogramm-Animation für das Kunstprojekt über Zeichen sprechen / Kunsthochschule Kassel anlässlich der „Documenta 2002“
- 2003: Flickerfarben – Rotation I und II (Experimentalfilm)
- 2006: Musikalische Spurensuche in den Alpen Filmförderung durch die Landesmedienanstalt Saar[41]
- 2009: Wiederkehr des Mars als Examensarbeit
- 2013: Desna: Music Saved My Live[42][43][44]
- 2018: Jomi - lautlos, aber nicht sprachlos (Dokumentarfilm)[45][4][46][47][48]

### Kameramann
- 2001–2009: Kamera-Assistenz für den SR / ARD u. a. für die Redaktion Aktueller Bericht
- 2006: Narrenschau TV-Sendung im Südwestfernsehen
- 2007: Imagefilm für das Unternehmen „SMP – Sintermetalle Prometheus“
- 2006: TV-Feature „Damit sie nicht verloren gehen – Musikalische Spurensuche in den Alpen“
- 2008: Imagefilm für den „Michel-Verlag“
- 2009: Kinofilm „Wiederkehr des Mars“
- 2011: Bullermanns Reisen – ein Gorilla-Leben von Kamerun bis Shanghai auf SWR3
- 2013: Desna: Music Saved My Life[44]
- Seit 2014 Kameramann für die Sendungen des Saarländischen Rundfunks und andere Fernsehanstalten
- 2018: Jomi - lautlos, aber nicht sprachlos (Dokumentarfilm)[45][4]

### Moderator
- Ab 2005: Moderation für die Sendung SuperNova auf Okto.
- 2007: Foto-Ausstellung Geheimnis Weltall

### Regisseur
- 2006: TV-Feature „Damit sie nicht verloren gehen – Musikalische Spurensuche in den Alpen“
- 2007: Imagefilm für das Unternehmen „SMP – Sintermetalle Prometheus“
- 2008: Imagefilm für den „Michel-Verlag“
- 2009: Kinofilm „Wiederkehr des Mars“
- 2013: Desna: Music Saved My Live[44]
- 2018: Jomi - lautlos, aber nicht sprachlos (Dokumentarfilm)[45][4]